# Doddamagadi, Davanagere
Doddamagadi là một làng thuộc tehsil Davanagere, huyện Davanagere, bang Karnataka, Ấn Độ.